# بالدورز گیت (بازی ویدئویی)
بالدورز گیت (انگلیسی: Baldur's Gate) یک بازی ویدئویی نقش‌آفرینی است که توسط بایوور توسعه یافته و در سال ۱۹۹۸ توسط اینترپلی انترتینمنت منتشر شد. این بازی نخستین بازی در سری بالدورز گیت است و در نسخه قلمروهای فراموش‌شده، یک نسخهٔ تنظیم‌شده از جهان داستانی سیاه‌چال‌ها و اژدهایان رخ می‌دهد. بالدورز گیت نخستین بازی‌ای بود که از موتور اینفینیتی برای گرافیک استفاده کرد. داستان بازی بر یک شخصیت ساخته‌شده توسط بازیکن تمرکز دارد که در جهان بازی در کنار گروهی از همراهان می‌گردند. دنباله بازی با نام بالدورز گیت ۲: سایه‌های آمن در سال ۲۰۰۰ منتشر شد.